# Pseudadimonia microphthalma
Pseudadimonia microphthalma is een keversoort uit de familie bladkevers (Chrysomelidae). De wetenschappelijke naam van de soort werd in 1922 gepubliceerd door Julien Achard.